# Pusztai Gyula (politikus)
Pusztai Gyula (Olaszfa, 1945. február 3. – Szombathely, 2005. április 10.) magyar jogász, politikus, országgyűlési képviselő (MSZP).

## Életpályája
1963-ban érettségizett a szombathelyi Savaria Gimnáziumban. 1963–1968 között a Pécsi Tudományegyetem Általános Jogtudományi Karának hallgatója volt. 1968–1971 között a Vas Megyei Főügyészségen volt fogalmazó. 1971–1972 között a Szombathelyi Városi Tanács igazgatási osztályának csoportvezetője volt. 1972–1979 között a Vas Megyei Tanács Titkárságán volt csoportvezető. 1974–1978 között munkahelyi KISZ-titkár volt. 1979–1989 között a Szombathelyi Városi Tanács titkára volt. 1984-től az MSZMP tagja volt. 1989–1990 között a Vas Megyei Tanács választóbizottsági titkára volt. 1990–1998 között a Vas Megyei Közgyűlés elnöke (1994-től: MSZP) volt. 1993-tól az Európai Régiók Kelet-Nyugati Bizottságának alelnöke volt. 1995-től az MSZP tagja volt. 1998-tól országgyűlési képviselő (Vas megye, MSZP) volt. 1998–2002 között a Terület-fejlesztési bizottság tagja volt. 2001–2002 között az informatikai és távközlési bizottság, valamint az Olimpiai albizottság tagja volt. 2002–2005 között a Rendészeti bizottság és a Költségvetési és pénzügyi bizottság tagja volt.

## Családja
Szülei: Pusztai Ferenc és Sinka Anna voltak. 1968-ban házasságot kötött Novák Máriával. Két gyermekük született: Krisztina (1969) és Péter (1974).

## Díjai
- Vas Megyéért Emlékérem
- Pro Ferrovia Emlékplakett (Vasútért) (1996)
- A Magyar Érdemrend lovagkeresztje (2004)